# Sobre las teorías sexuales infantiles
Sobre las teorías sexuales infantiles (en alemán, Über infantile Sexualtheorien), es un artículo de Sigmund Freud publicado en 1908 en una revista llamada Sexual-Probleme.

## Sobre el artículo

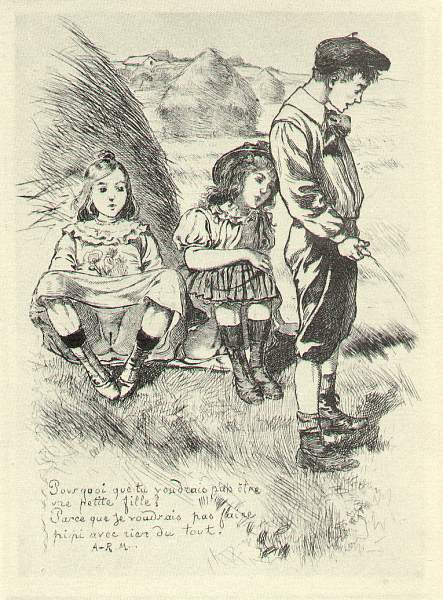
Ilustración de Martin Van Maële de 1905 con la frase «¿Por qué no quieres ser una niña? Por que no quiero orinar sin nada».

Este trabajo fue publicado en diciembre de 1908 en la revista Sexual-Probleme que aunque su publicación fue discreta, lanzó una cantidad notable de nuevas ideas. El artículo fue publicado unos meses antes que el historial clínico del pequeño Hans y siete años antes de que se agregara una sección relacionada al libro Tres ensayos de teoría sexual.
La riqueza del material del artículo se debe en gran medida a los descubrimientos provenientes del análisis del caso clínico del pequeño Hans, cuyo informe amplió y ejemplificó en gran medida.

## Contenido
En este artículo, se abordaron temas como la fertilización a través de la boca y el nacimiento por el ano (teoría de la cloaca) y el carácter sádico del coito entre los padres. Además, se introdujo por primera vez la idea de la posesión de un pene en individuos de ambos sexos y se exploraron las consecuencias psicológicas de esta idea, como la envidia del pene en las niñas y el concepto de "mujer sin pene" en los varones, así como su influencia en la homosexualidad. También se mencionó y examinó el complejo de castración, que antes solo había sido aludido de forma velada en La interpretación de los sueños.